# Pseudorhiza foelscheorum
Pseudorhiza foelscheorum là một loài thực vật có hoa trong họ Lan. Loài này được M.Gerbaud & O.Gerbaud mô tả khoa học đầu tiên năm 2000.